# Baiyi, Hunan
Baiyi är en köping i Kina. Den ligger i provinsen Hunan, i den södra delen av landet, omkring 180 kilometer nordväst om provinshuvudstaden Changsha. Antalet invånare är 18 087. Befolkningen består av 8 950 kvinnor och 9 137 män. Barn under 15 år utgör 12,0 %, vuxna 15-64 år 72 %, och äldre över 65 år 14,0 %.
Runt Baiyi är det tätbefolkat, med 493 invånare per kvadratkilometer. Närmaste större samhälle är Jinshi, 16,5 km norr om Baiyi. Trakten runt Baiyi består till största delen av jordbruksmark.
Genomsnittlig årsnederbörd är 1 706 millimeter. Den regnigaste månaden är maj, med i genomsnitt 303 mm nederbörd, och den torraste är december, med 32 mm nederbörd.